# Ejido de Moras
Ejido de Moras är en ort i Mexiko.   Den ligger i kommunen Mexquitic de Carmona och delstaten San Luis Potosí, i den centrala delen av landet, 400 km nordväst om huvudstaden Mexico City. Ejido de Moras ligger 1 845 meter över havet och antalet invånare är 508.
Terrängen runt Ejido de Moras är huvudsakligen platt, men västerut är den kuperad. Runt Ejido de Moras är det tätbefolkat, med 570 invånare per kvadratkilometer. Närmaste större samhälle är San Luis Potosí, 16,7 km söder om Ejido de Moras. Omgivningarna runt Ejido de Moras är i huvudsak ett öppet busklandskap.